# El Higuito
El Higuito är en ort i Mexiko.   Den ligger i kommunen San Martín Chalchicuautla och delstaten San Luis Potosí, i den sydöstra delen av landet, 230 km norr om huvudstaden Mexico City. El Higuito ligger 139 meter över havet och antalet invånare är 248.
Terrängen runt El Higuito är platt. Runt El Higuito är det ganska glesbefolkat, med 50 invånare per kvadratkilometer. Närmaste större samhälle är Tampacan, 17,6 km väster om El Higuito. Trakten runt El Higuito består till största delen av jordbruksmark.